# Руски и съветски паметници във Варненска област
| Снимка | Описание/дати стар стил | Надпис | Местоположение | Местоположение |
| ------ | --- | --- | -------------- | --- |
|        | „Кръста“. Паметен знак на войниците от 71-ви Бельовски пехотен полк. | В памет на войските от 71 Белевски полк загинали за освобождението на с. Белослав /Белево/ през м.август.1878 г. /Гръб/ Реставриран в чест на сто годишнината от освобождението на България. | Белослав       | Поставен е на 18 август 1878 г. от войниците при тяхното заминаване за Варна. Първоначално е дървен кръст висок 2.5 м. Намира се в местността Чуката (Бели баир) 43°11′22.5″ с. ш. 27°42′35.2″ и. д. / 43.189583° с. ш. 27.709778° и. д. |
|        | Братска могила на 54 воини от 14-ти Армейски корпус и 2 офицери | Парк за отдих с мемориал на първите заселници на района и руските войни | Варна          | Намира се в квартал „Владислав Варненчик“, бул. „Света Елена“ 43°14′40.6″ с. ш. 27°51′33.5″ и. д. / 43.244611° с. ш. 27.859306° и. д. |
|        | Паметник на 54 воини от 14-ти Армейски корпус, починали през кампанията 1877 – 1878 г., подпоручик Константин Никитников от 71-ви Бельовски полк, починал на 15 септември 1878 г. и есаул Сергей Иловайский, починал на 6 септември 1878 г. | БРАТСКАЯ МОГИЛА 54-хъ Воиновъ частеи 14-го армейского корпуса и прикомандированныхъ къ нему, погребеныхъ здҧсь въ Кампанiю 1877 и 1878 годовъ Подпоручику 71-го пҧхотнаго Бҧлевскаго полка Константину НИКИТНИКОВУ умершему 15 Сентября 1878 года Есаулу Донскаго казачiяго №18-го полка Сергѣю ИЛОВАЙСКОМУ умершему 6-го Сентября 1878 года | Варна          | Първоначално се е намирал над братската могила на бул. „Света Елена“, по-късно е преместен до църква „Свети Димитър“ в квартал „Владислав Варненчик“ 43°14′46.8″ с. ш. 27°51′13.3″ и. д. / 43.246333° с. ш. 27.853694° и. д.             |
|        | Братска могила на подполковник К. Малевский от 18 артилерийска бригада и 44 нисши чина от 14-ти Армейски корпус | БРАТСКАЯ МОГИЛА 44-хъ Воиновъ частеи 14-го армейского корпуса и прикомандированныхъ къ нему, погребеныхъ здҧсь въ Кампанiю 1877 и 1878 годовъ | Варна          | Намира се на алея в Морската градина 43°12′33.8″ с. ш. 27°56′00.4″ и. д. / 43.209389° с. ш. 27.933444° и. д. |
|        | Паметник на украинските воини, като част от Руската армия, загинали за свободата на България през Руско-турската война 1877 – 1878 г. | На украинските войни загинали за свободата на България от българския и украинския народ | Варна          | Намира се на алея в Морската градина 43°12′18.6″ с. ш. 27°55′29.3″ и. д. / 43.205167° с. ш. 27.924806° и. д. |
|        | Паметник на руските войски, освободили Варна на 27 юли 1878 г. | няма | Варна          | Намира се на улица „27 юли“, в двора до камбанарията на църква „Свети Архангел Михаил“ 43°12′14.6″ с. ш. 27°55′06.1″ и. д. / 43.204056° с. ш. 27.918361° и. д.                                                                           |
|        | Бюст-паметник на граф Николай Павлович Игнатиев | ГРАФУ Н. П. ИГНАТИЕВУ 12 АПРИЛ. 1877. 19 ФЕВРУАРИЙ. 1878. ОТЪ ВАРНЕНСКИЯ ОКР. СЪВѢТЪ И ГР. ВАРНА | Варна          | Намира се в градската градина 43°12′14.4″ с. ш. 27°54′39.2″ и. д. / 43.204° с. ш. 27.910889° и. д. |
|        | Паметник на генералите Иван Дибич-Забалкански и Фьодор Ридигер и руските воини, загинали в Руско-турската война 1828 – 1829 г. | Генерал-Фелдмаршал Иван Иванович Дибич – Забалкански (1785 – 1831) Граф Фьодор Василиевич Ридигер генерал от кавалерията (1783 – 1856) | Гроздьово      | Намира се в северните покрайнини на селото вдясно от пътя за с. Нова Шипка 43°01′53″ с. ш. 27°32′31.1″ и. д. / 43.031389° с. ш. 27.541972° и. д.                                                                                         |
|        | Нов паметник на загиналите на 21 юни 1774 г. руски воини в Руско-турската война 1768 – 1774 г. при с. Козлуджа (Суворово) | В тази местност на 9 юни 1774 г. Руските войски под командването на генерал Суворов разгромиха 40 хилядна турска армия | Суворово       | Намира се в двора на историческия музей 43°19′46″ с. ш. 27°35′33.9″ и. д. / 43.329444° с. ш. 27.59275° и. д. |
|        | Стар паметник на загиналите на 21 юни 1774 г. руски воини в Руско-турската война 1768 – 1774 г. при с. Козлуджа (Суворово) | | Суворово       | Намира се отляво до пътя за с. Дръндар 43°20′51.7″ с. ш. 27°35′56.2″ и. д. / 43.347694° с. ш. 27.598944° и. д. |